# Tricontinentalité

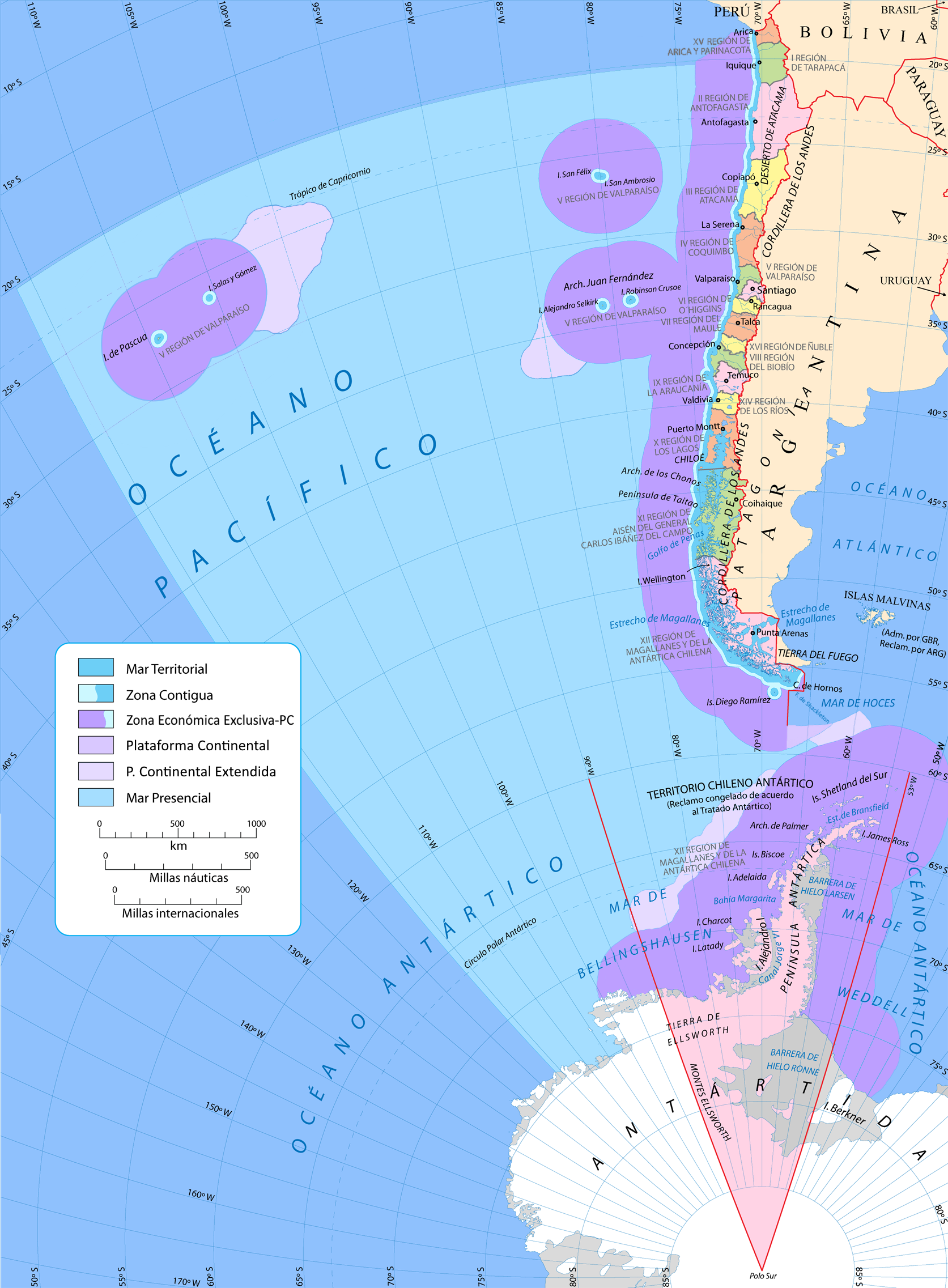
Carte du Chili mettant en évidence la tricontinentalité, incluant les terres réclamées d'Antarctique

La tricontinentalité (tricontinentalidad en espagnol) est un concept géopolitique  dont le Chili s'autojustifie, qui se caractérise par la souveraineté sur trois continents : l'Amérique du Sud (par son territoire principal), l'Océanie (par l'île de Pâques et l'île Sala y Gómez) et l'Antarctique (par ses revendications territoriales sur ce continent),.